# 타부 (밴드)
타부는 1998부터 2003년까지 활동했던 얼터너티브 록 밴드로, 2001년 쌈지 사운드 페스티벌에 숨은 고수로 출연하였다. 인디 밴드 활동중 음반 제작사에 컨택되어 메이저 데뷔 음반을 준비하던 중 음반사의 도산과 멤버간의 불화로 인해 2003년 가을에 해산되었다.